# Gigi (film, 1949)
Pour les articles homonymes, voir Gigi.
Pour plus de détails, voir Fiche technique et Distribution.
Gigi est un film français réalisé par Jacqueline Audry, sorti en 1949, adaptation du roman éponyme de Colette, Gigi.

## Synopsis
Gigi a 16 ans, sa grand-mère et sa grand-tante font son éducation pour qu'elle devienne un jour une femme entretenue. Mais Gigi a de la sympathie pour l'ami de la famille, le séducteur Gaston Lachaille.

## Fiche technique
- Titre : Gigi
- Réalisation : Jacqueline Audry
- Assistant-réalisateur : Jean Bastia
- Scénario : Pierre Laroche, d'après le roman de Colette
- Photographie : Gérard Perrin
- Montage : Nathalie Petit-Roux
- Musique : Marcel Landowski
- Décors : Raymond Druart
- Costumes : Marie-Louise Bataille
- Son : René Longuet
- Scripte : Suzanne Durrenberger
- Producteur : Claude Dolbert
- Société de production : Codo cinéma
- Distribution en France : U.F.P.C.
- Distribution en Italie : Titanus
- Pays de production : France
- Format : Couleurs - 1,37:1 - Mono - 35 mm
- Genre : Comédie
- Durée : 82 / 105 minutes
- Tournage : du 9 octobre au 30 décembre 1948
- Date de sortie : 
  - France : 5 octobre 1949

## Distribution
- Danièle Delorme : Gilberte dite Gigi, la fille d'une demi-mondaine élevée par sa grand-mère et sa tante
- Gaby Morlay : Tante Alicia, la tante de Gigi, qui l'élève avec Mamita
- Jean Tissier : Honoré Lachaille, l'oncle de Gaston, un célibataire bon vivant
- Yvonne de Bray : Madame Alvarez dite Mamita, la grand-mère de Gigi
- Franck Villard : Gaston Lachaille, un célibataire riche et viveur séduit par Gigi
- Paul Demange : Emmanuel, le valet de chambre d'Honoré
- Madeleine Rousset : Liane d'Exelmans, une grande cocotte, la maîtresse de Gaston
- Pierre Juvenet : Monsieur Lachaille
- Colette Georges : Minouche
- Yolande Laffon : Madame Lachaille
- Hélène Pépée : Andrée
- Georgette Tissier : la bouquetière
- Michel Flamme : Sandomir, un professeur de patinage, le nouvel amant de Liane
- Alexa : la célèbre chanteuse Polaire (non crédité)
- Marcel Arnal : un maître d'hôtel (non crédité)
- Mireille Carral : (non crédité)
- Geneviève Chambry : Colette (non crédité)
- René Marjac : un maître d'hôtel (non crédité)
- Léo Massart : Willy (non crédité)
- Philippe Noiret : (non crédité)
- Marcel Rouzé : un maître d'hôtel (non crédité)
- Louis Siccardi : un maître d'hôtel (non crédité)
- Muriel Taylor : (non crédité)
- John Van Dreelen : (non crédité)

## Autour du film
- Le roman de Colette a été adapté plusieurs fois au cinéma, notamment par Vincente Minnelli en 1958, sous forme de comédie musicale : Gigi.